# Acleisanthes undulata
Acleisanthes undulata är en underblomsväxtart som först beskrevs av B.A.Fowler och Billie Lee Turner, och fick sitt nu gällande namn av R.A.Levin. Acleisanthes undulata ingår i släktet Acleisanthes och familjen underblomsväxter. Inga underarter finns listade i Catalogue of Life.